# Jean Englebert
Pour les articles homonymes, voir Englebert.
Jean Englebert, né le 16 octobre 1928 à Vielsalm, est un ingénieur civil architecte et ingénieur urbaniste belge. 
Il fait ses études d'ingénieur civil architecte à l'Université de Liège (1949-1955), où il enseigne de 1966 à 1994.

## Biographie
Issu d'une famille modeste, Jean Englebert baigne dans le domaine de la construction dès sa naissance. Un de ses grands-pères travaille en tant qu'entrepreneur et le second en tant que marchand de matériaux (de construction). À leur décès, son père reprend les affaires mais en se spécialisant dans la vente de carrelage.
Son parcours scolaire est, dans un premier temps, l'école primaire Saint-Joseph ensuite l'École moyenne de Vielsalm ; il termine ses humanités à l'athénée de Stavelot. Durant ces années-là, il vit deux drames, la perte de sa maman, Laure, à l'âge de 9 ans et celle de sa jeune sœur, Renée, pendant la Seconde Guerre mondiale. Jeune, il traine sur les chantiers de son grand-père, ce qui lui donne le goût et l'intérêt pour la construction. 
Au cours de ses humanités, William Legrand, qui est son professeur de latin-grec, remarque ses dessins. Fort d'avoir entrepris l'aménagement intérieur de la maison familiale, il décide de poursuivre des études d'ingénieur civil architecte à l'Université de Liège en 1949. À l'époque, les études d'ingénieur civil architecte consistent en deux ans de « candidatures », plus axées sur les mathématiques et trois ans de « techniques » qui se portent sur une section qu'on choisit, quant à Jean Englebert, il s'oriente vers l'architecture. Lors de ses trois années, un de ses professeurs, Albert Puters, le prend sous son aile. Il donne comme cours de technique et d'histoire de l'architecture. Par la suite,  il se lie d'amitié avec un de ses camarades, René Greisch, qui occupera une place importante dans sa vie.   
En avril 1955, Jean Englebert épouse Josèphe André avec qui il a deux enfants, Pierre et Anne. Dans la même année, en juillet, il  reçoit son diplôme. Dès sa sortie de l'Université de Liège, il part pour 18 mois de service militaire. Aussitôt, on le nomme officier, ce qu'il lui permet de travailler au Service des Bâtiments militaires, il exerce donc son futur métier au profit de l'armée. Après plusieurs projets tels que l’agrandissement de la caserne de Brustem ou encore la mise en place d'une structure en béton pour les avions de Bierset pour les empêcher d'aller au-delà de leur piste. Il quitte ses fonctions, en 1957, avec le grade de premier lieutenant. 
De retour dans le vie civile, il retrouve René Greisch, son copain de Supérieur, où ils participent à plusieurs concours comme l’extension de la ville de Marcinelle. Son ancien professeur, Albert Puters, voit en lui le successeur idéal et le convainc d'entamer sa carrière en tant qu'assistant à l'Université de Liège, en avril 1957. À côté de son poste à l'Université, il développe son propre bureau d'architecture et continue sa collaboration avec René Greisch, centrée sur des logements privés. Les recherches développées par Englebert impressionnent Albert Puters, il l'incite à accroître ses connaissances en entamant un doctorat. Finalement, il abandonne ce projet et opte pour une reprise de deux années d’études en ingénieur civil urbaniste, qu'il obtient en 1959. Lors de ses années complémentaires, Jean Englebert noue progressivement de contacts avec l'étranger, principalement avec l'Allemagne. Il va d'ailleurs travailler deux jours par semaine à la "Technische Hochschule" d'Aix-la-Chapelle.  
L’envol de sa carrière s'enrichit par ses nombreuses collaborations jusqu'en 1967. Entre-temps, en 1961, il remporte le prix Van de Ven avec sa maison personnelle (construite 1959) qui s'inspire du modernisme. Également, en 1964,  il met au point un système de poteau-poutre qu'il surnomme "Patze" Ce système nait grâce à sa collaboration avec le menuisier Henri Patze et s'inspire des techniques de constructions japonaises. La carrière d'enseignant  d'Albert Puters prend fin en 1962, Jean Englebert assure pendant quatre ans, en tant que maître de conférence, l'ensemble des cours de son professeur. À partir de 1967, il se consacre plus à l'Université de Liège car il met sur pied le CRAU, " Le Centre de Recherches d'Architecture et d'Urbanisme" pour la section  Ingénieur Civil Architecte de la Faculté des Sciences Appliquées de l'Université de Liège. Ce centre a pour objectif de faire des recherches technologiques et méthodologiques applicables à l'architecture et/ou à l'urbanisme.   
Le CRAU reçoit, dans l'année 1968, une commande du SIB, "Syndicat pour l'Industrialisation du Bâtiment", qui désire développer un système entièrement préfabriqué. Le SIB-CRAU est créé et ses recherches se focalisent sur cinq points : l'étude de volumes modulaires, l'utilisation de l'acier, les alternatives à moyen et long termes, les avancées au niveau des logements et la bataille contre les constructions traditionnelles. L'expérience avec le SIB se termine en 1972.    
Vu l’intérêt de Jean Englebert pour le Japon dans les années 1960, il y va plusieurs fois et tisse des liens, amitiés avec un grand nombre de personnes travaillant dans le milieu académique. Cette affection le conduit à créer le CÉJUL, " Le Centre d'Études Japonaises de l'Université de Liège. Cette ASBL a pour but de soutenir l'enseignement et la recherche sur le Japon. La carrière de Jean Englebert s’achève le 1er octobre 1994. Depuis ce jour, son travail se concentre sur le développent du CÉJUL.

## Style architectural
Durant ses années supérieures, Jean Englebert est fortement intéressé par l'architecture du modernisme. Jeune, il défend et suit les idées conservatrices de son professeur, Albert Puters. Mais par la suite, il s'en détache et manifeste une architecture différente, influencée par le modernisme. Il gagne le prix Van de Ven en 1961 avec sa maison personnelle créée en 1959. Il s'ouvre sur le domaine de l'industrialisation et développe deux systèmes : le "Patze", construction en poteau-poutre  et les volumes modulaires de SIB-CRAU.

## Vie privée
Jean Englebert épouse Josèphe André en avril 1955. Ensemble, ils ont 2 enfants, Pierre et Anne.

## Fonctions
En 1955, il fait son service militaire et après 18 mois, il est promu au grade d'officier. Il travaille ensuite au Service des Bâtiments militaires ; nommé 1er lieutenant en 1957, il quitte ses fonctions pour revenir à la vie civile et devenir assistant à l'Université de Liège.
De 1957 à 1994, il est architecte indépendant. En 1967, il fonde le Centre de recherches d'architecture et d'urbanisme et commence à enseigner à l'Université de Liège, où il poursuit sa carrière jusqu'en 1994. En 1991, il fonde le Centre d'Études japonaises de l'université de Liège (CEJUL).

## Réalisations
- 1959 : Maison Englebert, rue du Beau-Hêtre, à Angleur (Liège).
- 1959 : Maison Bosmans, à Anvers.
- 1960 : Maison Stephany, à Embourg.
- 1960 : Maison Servais, à Mont-sur-Marchienne (Charleroi).
- 1960 : Maison Lequy, à Landelies (Charleroi).
- 1963 : Maison Booz, rue de la Belle Jardinière, à Angleur.
- 1963 : Maison Urbany, rue du Val-Benoît, à Angleur (Liège).
- 1964 : Création du système de poteau-poutre appelé "Patze".
- 1967 : Création du système modulaire le "SIB-CRAU"
- 1975 : Station scientifique des Hautes-Fagnes de l'université de Liège, Mont-Rigi, Robertville
- 1980 : Bâtiment du SEGI (Service général d'informatique de l'Université de Liège, avec Claude Strebelle), sur le campus du Sart Tilman (Liège).
- 1982-1994 : Faculté de médecine vétérinaire de l'Université de Liège, avec Jean-Claude Cornesse, André Hadjidimoff et Etienne Maréchal, sur le campus du Sart Tilman (Liège).
- 1983 : Ferme expérimentale de l'Université de Liège (avec E. Maréchal, CRAU - Centre de Recherche en Aménagement et Urbanisme), sur le campus du Sart Tilman (Liège).
- 1991: Création du CÉJUL, " Le Centre d'Études Japonaises de l'Université de Liège

## Publications
- Les abords de la gare : carte blanche à Jean Englebert sur le site Culture, le magazine culturel de l'Université de Liège, septembre 2009.
- Jean Englebert, SIB-CRAU, Liège 2017